# Lakeland Village
Lakeland Village ist ein Census-designated place im Riverside County im US-Bundesstaat Kalifornien, Vereinigte Staaten. Das U.S. Census Bureau hat bei der Volkszählung 2020 eine Einwohnerzahl von 12.364 ermittelt. Das Stadtgebiet hat eine Größe von 22,633 km².

## Geografie
Lakeland Village liegt im Westen des Riverside Countys in Kalifornien in den USA. Der Ort grenzt sowohl im Westen als auch im Osten an Lake Elsinore und dazwischen im Norden an den gleichnamigen See Lake Elsinore, dessen Ufer ganz von Lakeland Village und der Stadt Lake Elsinore umschlossen ist. Im Süden grenzt der Ort an gemeindefreies Gebiet, in dem die Elsinore Mountains liegen. Ein einzelner Berg innerhalb der Ortsgrenzen ist der 440 m hohe Rome Hill im Osten.
Lakeland Village hat 11.541 Einwohner (Stand: 2010) und erstreckt sich auf eine Fläche von 22,633 km², wovon 22,471 km² Land- und 0,162 km² Wasserfläche sind. Das Zentrum von Lakeland Village liegt auf einer Höhe von 391 m.
Im Westen führt die California State Route 74 durch den Ort. Lokal ist die Straße auch als Ortega Highway bekannt.

## Politik
Lakeland Village ist Teil des 36. und 37. Distrikts im Senat von Kalifornien, die momentan von den Republikanern Joel Anderson beziehungsweise Mimi Walters vertreten werden, und dem 66. Distrikt der California State Assembly, vertreten vom Demokraten Al Muratsuchi. Des Weiteren gehört Lakeland Village Kaliforniens 49. Kongresswahlbezirk an, der einen Cook Partisan Voting Index von R+5 hat und vom Republikaner Darrell Issa vertreten wird.